# 高田豊治
高田 豊治（たかた とよはる、1948年2月12日 - ）は広島県広島市出身の元サッカー選手(MF・DF)・指導者(JFA 公認S級コーチ)。

## 来歴
実父は、高校物理の教師で、母校広島大学附属高校で教壇に立っていった高田平八郎。
サッカーを本格的に始めたのは中学1年から。広島大学附属高校卒業。高校時代は福原黎三から指導を受けた。東京教育大学(現：筑波大学)に入学後は蹴球部に入部し成田十次郎から指導を受け、関東大学サッカーリーグ戦1968年および1969年2連覇、1968年インカレ優勝、全日本学生選抜代表に選出される。
1971年に東洋工業(現マツダ)に入社。以降JSL1部所属の東洋工業サッカー部（のちのマツダSC、現サンフレッチェ広島）でミッドフィルダーあるいはディフェンダーとして活躍し、1978年に引退する。
1982年、マツダSCコーチ就任する。1984年ハンス・オフトがコーチに就任すると、通訳兼コーチとして活躍した。1987年北海道にあるマツダ系列の札幌マツダ/アンフィニ札幌監督に就任し、同年から1989年の北海道サッカーリーグにおいてチームを3連覇に導く。1993年、Jリーグが開幕するとサンフレッチェ広島の育成部長（ユースダイレクター）に就任、今西和男とともにアカデミー整備を行った。
1996年、マツダ退社。日本サッカー協会に入職し、理事に就任した。
Jヴィレッジ事業に参加し、センター副社長に就任する。多大な尽力をし、2002年W杯にキャンプ地としてアルゼンチン誘致に成功した。また、S級コーチライセンスを活かして福島県のサッカー界発展に尽力、Jヴィレッジサッカースクールの立ち上げにも協力した。なおこのときに指導した選手の一人が髙萩洋次郎であり、彼の広島アカデミー入団に尽力したのも高田である。
協会理事時代にはそのほかにも、Jリーグ技術委員・JFA指導委員会委員・JFA施設委員会委員長・Jリーグ経営諮問委員会委員・Jリーグマッチコミッショナー委員会委員長を歴任した。
2002年、今西和男が広島のJ2降格の責任を取り総監督を辞任を受けて、日本サッカー協会を退職、2003年より広島ゼネラルマネージャーに就任する。2006年2月より新設されたホームタウン推進本部長に就任する。2008年組織再編に伴い事業副本部長に就任。
2009年、Jヴィレッジ副社長に復帰した。2011年東日本大震災および福島第一原子力発電所事故が起こる中でJヴィレッジ再開に向けて尽力した。2013年7月、日本サッカー協会内でJヴィレッジ復興プロジェクトが立ち上がったことを機に退任した。
2013年7月、東日本国際大学附属昌平高等学校1期生にJヴィレッジSS卒業生がおり高田を推薦したことにより同校サッカー部監督に就任、2014年4月からは東日本国際大学および同付属高校を運営する学校法人昌平黌のサッカー部総監督に就任した。

## 略歴
- 広島大学附属高校
- 東京教育大学
- 1971年 - 1995年 : 東洋工業/マツダ社員
  - 1971年 - 1978年 : 東洋工業サッカー部選手
  - 1982年 - 1987年 : マツダSCコーチ
    - 1985年 : USSF(米国サッカー連盟)B級ライセンス取得

  - 1987年 - 1993年 : 札幌マツダ/アンフィニ札幌サッカー部監督
    - 1991年 : 日本体育協会公認スポーツ指導者 サッカーA級コーチライセンス取得

  - 1993年 - 1995年 : サンフレッチェ広島育成部長
    - 1995年 : JFA 公認S級コーチライセンス取得
- 1996年 - 2003年 : 日本サッカー協会理事
  - 1996年 - 2003年 : Jヴィレッジ取締役副社長
  - 2002年 : Jリーグマッチコミッショナー委員会委員長
- 2003年 - 2006年 : サンフレッチェ広島ゼネラルマネージャー・取締役強化本部長
- 2006年2月 - 2007年12月 : サンフレッチェ広島常務取締役・ホームタウン推進本部長
- 2007年12月 - 2008年 : サンフレッチェ広島常務事業副本部長
- 2009年 - 2013年 : Jヴィレッジ代表取締役副社長
- 2013年 - 2014年 : 東日本国際大学附属昌平高等学校サッカー部監督
- 2014年 - 現在 : 東日本国際大学サッカー部総監督

## 個人成績
| 国内大会個人成績 | 国内大会個人成績 | 国内大会個人成績 | 国内大会個人成績 | 国内大会個人成績 | 国内大会個人成績          | 国内大会個人成績 | 国内大会個人成績 | 国内大会個人成績 | 国内大会個人成績 | 国内大会個人成績 | 国内大会個人成績 |
| 年度             | クラブ           | 背番号           | リーグ           | リーグ戦         | リーグ戦                  | リーグ杯         | リーグ杯         | オープン杯       | オープン杯       | 期間通算         | 期間通算         |
| 年度             | クラブ           | 背番号           | リーグ           | 出場             | 得点                      | 出場             | 得点             | 出場             | 得点             | 出場             | 得点             |
| 日本             | 日本             | 日本             | 日本             | リーグ戦         | リーグ戦                  | JSL杯            | JSL杯            | 天皇杯           | 天皇杯           | 期間通算         | 期間通算         |
| ---------------- | ---------------- | ---------------- | ---------------- | ---------------- | ------------------------- | ---------------- | ---------------- | ---------------- | ---------------- | ---------------- | ---------------- |
| 1971             | 東洋             |                  | JSL              |                  |                           | -                | -                |                  |                  |                  |                  |
| 1972             | 東洋             |                  | JSL1部           |                  |                           | -                | -                |                  |                  |                  |                  |
| 1973             | 東洋             |                  | JSL1部           |                  |                           |                  |                  |                  |                  |                  |                  |
| 1974             | 東洋             |                  | JSL1部           |                  |                           | -                | -                |                  |                  |                  |                  |
| 1975             | 東洋             |                  | JSL1部           |                  |                           | -                | -                |                  |                  |                  |                  |
| 1976             | 東洋             |                  | JSL1部           |                  |                           |                  |                  |                  |                  |                  |                  |
| 1977             | 東洋             |                  | JSL1部           |                  |                           |                  |                  |                  |                  |                  |                  |
| 1978             | 東洋             |                  | JSL1部           |                  |                           |                  |                  |                  |                  |                  |                  |
| 通算             | 日本             | 日本             | JSL1部           | 55               | 0\|\|\|\|\|\|\|\|\|\|\|\| |                  |                  |                  |                  |                  |                  |
| 総通算           | 総通算           | 総通算           | 総通算           | 55               | 0\|\|\|\|\|\|\|\|\|\|\|\| |                  |                  |                  |                  |                  |                  |